# Robijnglas

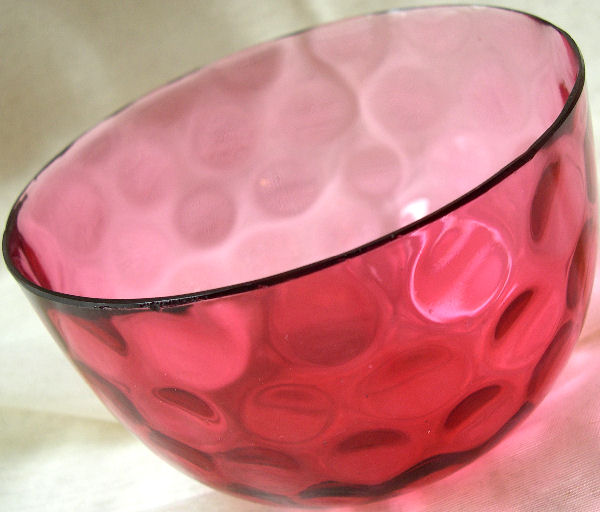
Een schaal van robijnglas

Robijnglas is een roodgekleurd glas, gebruikt voor onder andere gebrandschilderd glas. Het robijnglas wordt gemaakt door kleine hoeveelheden goudpoeder (opgelost in koningswater) bij het gesmolten glas te voegen.